# Didier Malherbe
Didier Malherbe (* 22. ledna 1943 Paříž) je francouzský saxofonista a flétnista. V roce 1968 se stal členem skupiny Gong, se kterou hrál do jejího rozpadu v roce 1976. Následně byl krátce členem souboru Pierre Moerlen's Gong, se kterým nahrál první album Gazeuse!. Později se věnoval převážně sólové kariéře. V roce 1991 začal vystupovat s obnovenou skupinou Gong, ale v roce 2001 opět odešel; znovu krátce přispěl v letech 2004–2006. Během své kariéry spolupracoval i s dalšími hudebníky, mezi které patří Jon Hassell, Kevin Ayers, Hugh Hopper, Anthony Phillips nebo Brigitte Fontaine.